# Okrug Union, Novi Meksiko
| Union                                                      |                              |
| Zemljovid Novog Meksika s označenim okrugom Unionom.       |                              |
| Zemljovid SAD s označenom saveznom državom Novim Meksikom. |                              |
| Osnovan:                                                   | 1. siječnja 1894.            |
| Sjedište:                                                  | Clayton                      |
| Najveće naselje:                                           | Clayton                      |
| Površina:                                                  | 9.922 km2                    |
| Br. stanovnika (2010.):                                    | 4.549                        |
| Kongresni okrug:                                           | 3.                           |
| Vremenska zona:                                            | Stjenjačko vrijeme: UTC-7/-6 |
| Službene stranice:                                         |                              |

Union je okrug u američkoj saveznoj državi Novom Meksiku.

## Stanovništvo
Prema popisu stanovništva 2010., stanovnici su 81,7% bijelci, 1,8% "crnci ili afroamerikanci", 2,0% "američki Indijanci i aljaskanski domorodci", 0,5% Azijci, 0,0% Havajci ili tihooceanski otočani, 2,3% dviju ili više rasa, 11,7% ostalih rasa. Hispanoamerikanaca i Latinoamerikanaca svih rasa bilo je 39,7%.

## Vanjske poveznice
- Postal History Poštanski uredi u okrugu Unionu, Novi Meksiko